# Tanja Münzinger
Tanja Münzinger (25 de julio de 1971) es una deportista alemana que compitió en judo. Ganó una medalla de plata en el Campeonato Europeo de Judo de 1993 en la categoría de –56 kg.

## Palmarés internacional
| Campeonato Europeo | Campeonato Europeo | Campeonato Europeo | Campeonato Europeo |
| Año                | Lugar              | Medalla            | Categoría          |
| ------------------ | ------------------ | ------------------ | ------------------ |
| 1993               | Atenas (Grecia)    | Medalla de plata   | –56 kg             |